# Нестеровский район
Не́стеровский райо́н — административный район в Калининградской области России. В его границах образован Нестеровский муниципальный округ (до 1 января 2022 года — Нестеровский городской округ).
Административный центр — город Нестеров.

## География

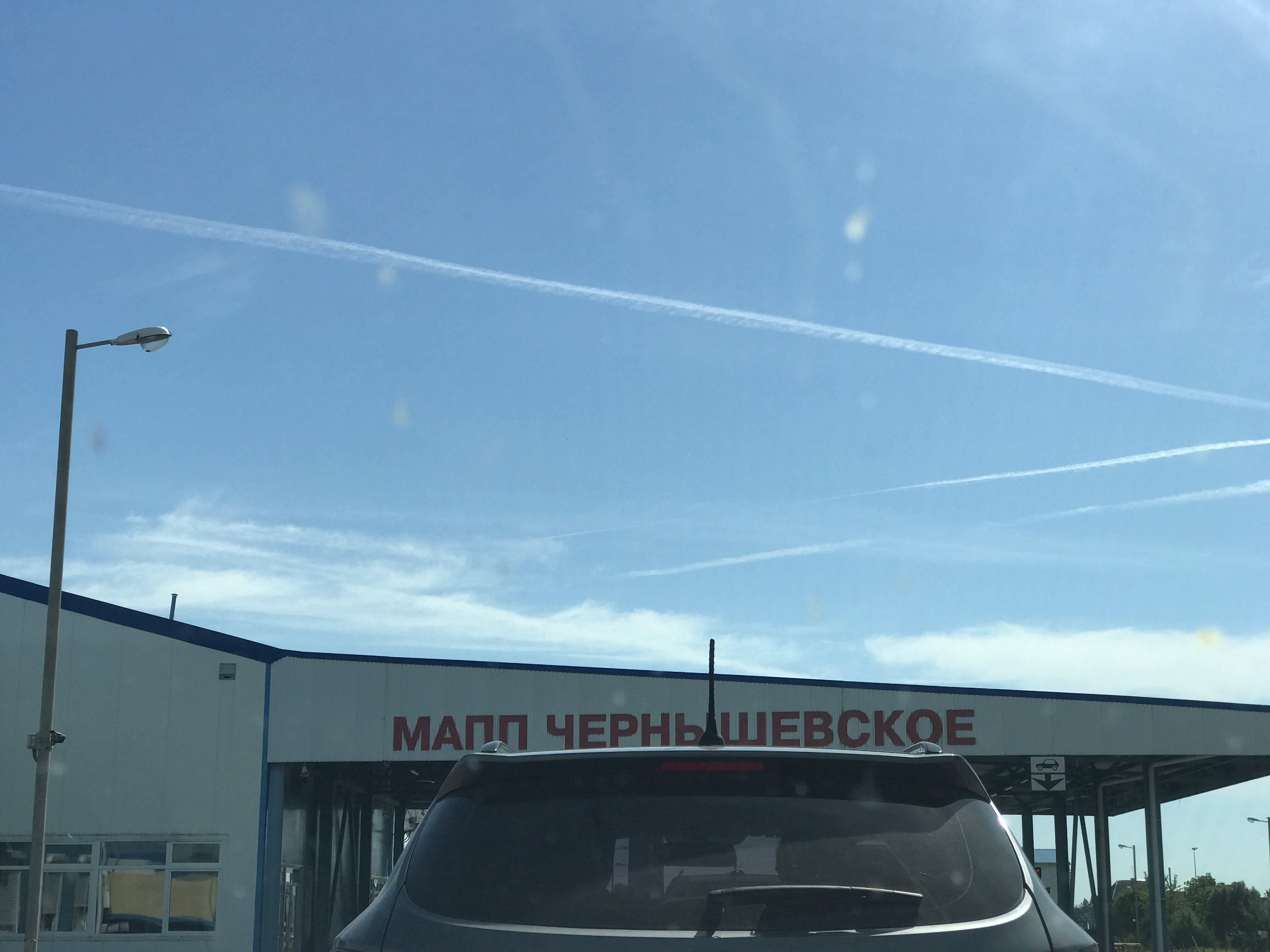
Чернышевское. Граница с Литвой

Расположен на юго-востоке Калининградской области, граничит с Литвой на востоке и Польшей на юге. На севере граничит Краснознаменским, на западе с Гусевским и Озёрским районами области.
Площадь района 1061 км². Площадь сельскохозяйственных угодий 66,9 тыс.га или 63 % от общего количества площадей. Лесной фонд 28,1 тыс.га. Водный фонд 2,5 тыс.га.
Полезные ископаемые: песчано-гравийные смеси, торф. На территории района расположено реликтовое озеро Виштынец, крупнейшее в области. В 1974 году оно вместе с р. Красной было объявлено памятником природы. Другая природная достопримечательность — Роминтенская пуща (Красный лес), бывшие охотничьи угодья германских королей и императоров.

## История
Современный Нестеровский район (муниципальный округ) расположен на части территории двух исторических областей древней Пруссии: Надровии (северо-западная половина округа) и Судавии (юго-восточная половина округа).
Район образован 7 апреля 1946 года как Шталлупененский в составе Кёнигсбергской области. 7 сентября 1946 года переименован в Нестеровский район Калининградской области.
В 2004 году муниципальный район был преобразован в городской округ.
В 2008 году городской округ был преобразован в муниципальный район.
В 2018 году муниципальный район снова был преобразован в городской округ.
В 2022 году городской округ был преобразован в муниципальный округ.

## Население
Район
| 1959    | 1970    | 1979    | 1989    | 2002    | 2007    | 2008    | 2009    | 2010    |
| ------- | ------- | ------- | ------- | ------- | ------- | ------- | ------- | ------- |
| 17 491  | ↘11 066 | ↗15 277 | ↘15 181 | ↗17 250 | ↘17 014 | ↗17 029 | ↘17 025 | ↘16 213 |
| 2011    | 2012    | 2013    | 2014    | 2015    | 2016    | 2017    | 2018    | 2019    |
| ↘16 185 | ↘16 059 | ↘15 878 | ↘15 756 | ↘15 657 | ↘15 551 | ↘15 336 | ↘15 138 | ↘14 918 |
| 2020    | 2021    | 2023    |         |         |         |         |         |         |
| ↘14 756 | ↘11 897 | ↘11 791 |         |         |         |         |         |         |

Население района на 01.01.2008 года составляло 17 006 человек, в том числе городское — 4871 чел., сельское — 12 135 чел. Трудовые ресурсы — 10 624 тыс. человек. Занятое население — 5,98 тыс. человек, в том числе в промышленности — 439, в сельском хозяйстве — 736, в бюджетной сфере — 1532 человек.

### Урбанизация
В городских условиях (город Нестеров) проживают 28,34 % населения района.

### Национальный состав
По итогам переписи населения 2020 года проживали следующие национальности (национальности менее 0,1 % и другое, см. в сноске к строке «Другие»):
| Национальность | Численность, чел. | Доля     |
| -------------- | ----------------- | -------- |
| Русские        | 10 450            | 87,84 %  |
| Литовцы        | 222               | 1,87 %   |
| Белорусы       | 209               | 1,76 %   |
| Немцы          | 162               | 1,36 %   |
| Украинцы       | 138               | 1,16 %   |
| Азербайджанцы  | 73                | 0,61 %   |
| Татары         | 54                | 0,45 %   |
| Армяне         | 46                | 0,39 %   |
| Поляки         | 42                | 0,35 %   |
| Чеченцы        | 37                | 0,31 %   |
| Мордва         | 30                | 0,25 %   |
| Узбеки         | 28                | 0,24 %   |
| Таджики        | 24                | 0,20 %   |
| Чуваши         | 17                | 0,14 %   |
| Корейцы        | 15                | 0,13 %   |
| Езиды          | 15                | 0,13 %   |
| Другие         | 335               | 2,81 %   |
| Итого          | 11 897            | 100,00 % |

## Административное деление
В состав Нестеровского административного района в 2010—2019 гг. входили:
- 3 сельских округа
  - Илюшинский,
  - Пригородный,
  - Чистопрудненский;
- 1 город районного значения
  - Нестеров

## Муниципально-территориальное устройство
В 2006—2018 гг. в Нестеровский муниципальный район входило 4 муниципальных образования, в том числе 1 городское и 3 сельских поселения:
| № | Городское и сельские поселения      | Административный центр | Количество населённых пунктов | Население | Площадь, км2 |
| - | ----------------------------------- | ---------------------- | ----------------------------- | --------- | ------------ |
| 1 | Нестеровское городское поселение    | город Нестеров         | 1                             | ↘4086     |              |
| 2 | Илюшинское сельское поселение       | посёлок Илюшино        | 16                            | ↘4115     |              |
| 3 | Пригородное сельское поселение      | посёлок Пригородное    | 18                            | ↗4972     |              |
| 4 | Чистопрудненское сельское поселение | посёлок Чистые Пруды   | 19                            | ↘2163     |              |

## Населённые пункты
В Нестеровском районе (муниципальном округе) 54 населённых пункта.
| №  | Населённый пункт | Тип     | Население | Муниципальное образование           |
| -- | ---------------- | ------- | --------- | ----------------------------------- |
| 1  | Бабушкино        | посёлок | ↘588      | Пригородное сельское поселение      |
| 2  | Боровиково       | посёлок | ↘15       | Чистопрудненское сельское поселение |
| 3  | Ватутино         | посёлок | ↗203      | Илюшинское сельское поселение       |
| 4  | Ветряк           | посёлок | ↘8        | Чистопрудненское сельское поселение |
| 5  | Вознесенское     | посёлок | ↘105      | Пригородное сельское поселение      |
| 6  | Воскресенское    | посёлок | ↘66       | Пригородное сельское поселение      |
| 7  | Выселки          | посёлок | ↗50       | Пригородное сельское поселение      |
| 8  | Высокое          | посёлок | ↘220      | Илюшинское сельское поселение       |
| 9  | Детское          | посёлок | ↘154      | Пригородное сельское поселение      |
| 10 | Дивное           | посёлок | ↘35       | Илюшинское сельское поселение       |
| 11 | Дмитриевка       | посёлок | ↗48       | Чистопрудненское сельское поселение |
| 12 | Докучаево        | посёлок | ↘41       | Чистопрудненское сельское поселение |
| 13 | Дубовая Роща     | посёлок | ↘196      | Чистопрудненское сельское поселение |
| 14 | Заводское        | посёлок | ↘38       | Илюшинское сельское поселение       |
| 15 | Зелёное          | посёлок | ↘16       | Илюшинское сельское поселение       |
| 16 | Знаменка         | посёлок | ↘80       | Чистопрудненское сельское поселение |
| 17 | Ильинское        | посёлок | ↘161      | Чистопрудненское сельское поселение |
| 18 | Илюшино          | посёлок | ↗1133     | Илюшинское сельское поселение       |
| 19 | Калинино         | посёлок | ↘499      | Чистопрудненское сельское поселение |
| 20 | Калиново         | посёлок | ↘32       | Илюшинское сельское поселение       |
| 21 | Карпинское       | посёлок | ↘3        | Чистопрудненское сельское поселение |
| 22 | Краснолесье      | посёлок | ↘415      | Чистопрудненское сельское поселение |
| 23 | Лесистое         | посёлок | ↘35       | Чистопрудненское сельское поселение |
| 24 | Луговое          | посёлок | ↗462      | Пригородное сельское поселение      |
| 25 | Мичуринское      | посёлок | ↘53       | Чистопрудненское сельское поселение |
| 26 | Невское          | посёлок | ↘453      | Пригородное сельское поселение      |
| 27 | Нежинское        | посёлок | ↘1        | Илюшинское сельское поселение       |
| 28 | Некрасово        | посёлок | ↘13       | Пригородное сельское поселение      |
| 29 | Нестеров         | город   | ↗3342     | Нестеровское городское поселение    |
| 30 | Озерки           | посёлок | ↘17       | Чистопрудненское сельское поселение |
| 31 | Первомайское     | посёлок | ↗245      | Пригородное сельское поселение      |
| 32 | Петровское       | посёлок | ↘82       | Пригородное сельское поселение      |
| 33 | Покрышкино       | посёлок | ↗295      | Пригородное сельское поселение      |
| 34 | Пригородное      | посёлок | ↘497      | Пригородное сельское поселение      |
| 35 | Пугачёво         | посёлок | ↘54       | Чистопрудненское сельское поселение |
| 36 | Пушкино          | посёлок | ↘476      | Пригородное сельское поселение      |
| 37 | Раздольное       | посёлок | ↘82       | Пригородное сельское поселение      |
| 38 | Садовое          | посёлок | ↘519      | Илюшинское сельское поселение       |
| 39 | Садовое          | посёлок | ↘42       | Чистопрудненское сельское поселение |
| 40 | Совхозное        | посёлок | ↘110      | Илюшинское сельское поселение       |
| 41 | Сосновка         | посёлок | ↗148      | Илюшинское сельское поселение       |
| 42 | Сосновка         | посёлок | ↘42       | Чистопрудненское сельское поселение |
| 43 | Токаревка        | посёлок | ↗10       | Чистопрудненское сельское поселение |
| 44 | Уварово          | посёлок | ↘26       | Чистопрудненское сельское поселение |
| 45 | Фурмановка       | посёлок | ↘631      | Илюшинское сельское поселение       |
| 46 | Хуторское        | посёлок | ↗96       | Илюшинское сельское поселение       |
| 47 | Чапаево          | посёлок | ↘66       | Пригородное сельское поселение      |
| 48 | Чернышевское     | посёлок | ↘1139     | Пригородное сельское поселение      |
| 49 | Черняхово        | посёлок | ↘155      | Пригородное сельское поселение      |
| 50 | Чистые Пруды     | посёлок | ↗562      | Чистопрудненское сельское поселение |
| 51 | Чкалово          | посёлок | ↗184      | Илюшинское сельское поселение       |
| 52 | Шолохово         | посёлок | ↘15       | Илюшинское сельское поселение       |
| 53 | Ягодное          | посёлок | ↘5        | Пригородное сельское поселение      |
| 54 | Ясная Поляна     | посёлок | ↗997      | Илюшинское сельское поселение       |

## Местное самоуправление
Главы администрации
- до 2023 года — Эдуард Владимирович Старков
- с 2023 года (врио) — Елена Анатольевна Ивакина
- с 2023 года — Алексей Владимирович Родин

Главы округа
- Владимир Владимирович Судиян

## Экономика
Главная отрасль экономики — сельское хозяйство, а также переработка сельскохозяйственной продукции. Действует Нестеровское торфопредприятие